# Когда женщина играет в динг-донг
«Когда женщина играет в динг-донг» — (итал. Quando gli uomini armarono la clava e... con le donne fecero din-don) — фильм режиссёра Бруно Корбуччи. Экранизация произведения, автор которого — Аристофан.

## Сюжет
Сюжет фильма основан на сюжете Комедии о Лисистрате. В фильме идет речь о двух племенах, живущих в каменном веке, которые постоянно ведут между собой войну. Один из представителей племени жителей пещеры победил в соревновании по ловле свиней и выиграл приз — красивую женщину. Однако их игре в «динг-донг» помешала война с племенем жителей озера. Непрекращающиеся военные действия очень расстраивают женщин, поскольку их мужья очень редко бывают дома. И тогда жёны решают объявить мужьям сексуальный бойкот…

## В ролях
- Антонио Сабато — Ари
- Альдо Джеффре
- Витторио Каприоли
- Надя Кассини
- Говард Росс
- Елио Пандолфи
- Лукреция Лав
- Пиа Джанкало
- Жизела Хан

## Съёмочная группа
- Режиссёр: Бруно Корбуччи
- Авторы сценария: Бруно Корбуччи, Массимо Фелисатти
- Продюсер: Эдмондо Амати
- Композитор: Джанкарло Чиарамелло
- Оператор: Фаусто Зукколи
- Монтаж: Винченцо Томасси